# Beatrix Kisházi
Beatrix Kisházi (Boedapest, 13 oktober 1946) is een Hongaars voormalig tafeltennisster. Door de Europa Top-12 in 1971, 1972, 1973 en 1977 te winnen vestigde ze een recordaantal toernooizeges dat sindsdien niet overtroffen werd.

## Loopbaan
Kisházi was in 1971 de winnares van het dat jaar voor het eerst gehouden internationale Top-12 toernooi. In de finale rekende ze daarvoor af met de Tsjechische Ilona Vostová. De twee daaropvolgende jaren verdedigde ze haar titel met succes in finales tegen achtereenvolgens de Roemeense Maria Alexandru en haar landgenote Judit Magos. Vier jaar later verscheen Kisházi opnieuw op het podium en opnieuw op de eerste plaats. Daarvoor versloeg ze in de finale van 1977 de Engelse Jill Hammersley, die in de daaropvolgende vier jaar het toernooi drie keer zou winnen.

Op de Europese kampioenschappen was Kisházi minder doeltreffend. Tijdens haar zes deelnames van 1972 tot en met 1982 haalde ze alleen bij haar debuut de enkelspelfinale. Deze ging verloren tegen de regerende kampioene Zoja Roednova.
Kisházi nam namens Hongarije deel aan in totaal zeven wereldkampioenschappen, zes Europese Top-12 toernooien en zes EK's.

## Erelijst
- Winnares Europa Top-12 1971, 1972, 1973 en 1977
- Winnares EK-landenploegen 1972, 1978 en 1982
- Brons WK landenploegen 1967
- Laatste zestien WK enkelspel 1969, 1973 en 1976